# Geschubde berggierzwaluw
De geschubde berggierzwaluw (Tachymarptis aequatorialis) is een vogel uit de familie Apodidae (gierzwaluwen).

## Verspreiding en leefgebied
Deze soort komt wijdverspreid voor in Afrika en telt vijf ondersoorten:
- T. a. lowei: van Sierra Leone tot Nigeria.
- T. a. bamendae: noordwestelijk Kameroen.
- T. a. furensis: westelijk Soedan.
- T. a. aequatorialis: van Eritrea en Ethiopië via oostelijk Afrika tot zuidelijk Mozambique en oostelijk Zimbabwe en het westelijke deel van Centraal-Angola.
- T. a. gelidus: westelijk Zimbabwe.